# Paramètres de Michel

Diagramme de Feynman de la désintégration du muon

Les paramètres de Michel, habituellement notés {\displaystyle \rho }, {\displaystyle \eta }, {\displaystyle \xi } et {\displaystyle \delta }, sont quatre paramètres utilisés dans la description de la distribution de l'espace des phases de désintégrations leptoniques de leptons chargés, {\displaystyle l_{i}^{-}\rightarrow l_{j}^{-}\nu _{i}{\bar {\nu _{j}}}}. Ils sont nommés d'après le physicien français Louis Michel. Parfois, au lieu de {\displaystyle \delta }, le produit {\displaystyle \xi \delta } est utilisé. Dans le modèle standard des interactions électrofaibles, ces paramètres devraient être :
{\displaystyle \rho ={3 \over 4},\quad \eta =0,\quad \xi =1,\quad \xi \delta ={3 \over 4}.}
Des mesures précises des distributions en énergie et angulaire des leptons fils dans les désintégrations de muons et tauons polarisés sont à ce jour en bon accord avec les prédictions du modèle standard.

## Désintégration du muon
Considérons la désintégration de l'antimuon :
{\displaystyle \mu ^{+}\to e^{+}+\nu _{e}+{\bar {\nu }}_{\mu }.}
Dans le référentiel au repos de l'antimuon, les distributions en énergie et angulaire des positons émis dans la désintégration d'un antimuon polarisé exprimé dans les termes des paramètres de Michel sont les suivants, en négligeant les masses du positron et du neutrino et les corrections radiatives :
{\displaystyle {\frac {d^{2}\Gamma }{x^{2}dxd\cos \theta }}\sim (3-3x)+{\frac {2}{3}}\rho (4x-3)+P_{\mu }\xi \cos \theta [(1-x)+{\frac {2}{3}}\delta (4x-3)],}
où {\displaystyle P_{\mu }} est la polarisation de l'antimuon, {\displaystyle x=E_{e}/E_{e}^{max}}, et {\displaystyle \theta } est l'angle entre la direction du spin de l'antimuon et la direction de l'impulsion du positron. Dans la désintégration d'un muon (chargé négativement), le signe du terme contenant {\displaystyle \cos \theta } devrait être inversé.
Dans la désintégration d'un antimuon, la distribution de désintégration attendue pour les valeurs des paramètres de Michel du modèle standard est
{\displaystyle {\frac {d^{2}\Gamma }{dxd\cos \theta }}\sim x^{2}[(3-2x)-P_{\mu }\cos \theta (1-2x)].}
L'intégration de cette expression sur l'énergie des positrons donne la distribution angulaire des positons fils :
{\displaystyle {\frac {d\Gamma }{d\cos \theta }}\sim 1+{\frac {1}{3}}P_{\mu }\cos \theta .}
La distribution en énergie des positrons  intégrée sur l'angle polaire est
{\displaystyle {\frac {d\Gamma }{dx}}\sim (3x^{2}-2x^{3}).}